# 加藤和郎
加藤 和郎（かとう かずろう、1943年2月1日 - ）元・NHKチーフプロデューサー。前・名古屋学芸大学映像メディア学科教授。（一般社団法人）ミス日本協会・理事。（一般社団法人）日本の寺子屋副理事長など。

## 略歴
1943年東京生まれ。NHK長野局在勤時の72年に「あさま山荘事件」を取材。10日間のニュース映像と強行救出10時間生中継で構成した「軽井沢の連合赤軍」でカンヌ国際ルポルタージュコンクール審査員特別賞を受賞。77年から本部報道局で、「ニュースワイド」「ゆく年くる年」などの総合演出。衛星放送開始に伴い、ウィンブルドンテニス中継など、ワールドスポーツ番組を開発。BS1副編集長、衛星放送局編成チーフプロデューサーを経て、NHK情報ネットワーク・企画事業部担当部長。「I-Media（情報メディア懇談会）」を主宰するとともに、各種イベントの企画・演出にあたる。モンゴル国カラコルム大学より名誉博士号を授与される。2004～18年、名古屋学芸大学造形メディア学部教授。現在はミス日本協会理事、能楽金春流シテ方桜間会顧問など。
（週刊BCN「千人回峰インタビュー」2018.5 記載より）

## 著作
- ビデオの撮り方・楽しみ方（日東書院、1996年）
- 3日でマスターデジタルビデオカメラの基本（世界文化社、2000年）
- Beginカメラの基本(（世界文化社）、)
- 「創造する経営」(（共著・日科技連）)